# Погодина-Алексеева, Ксения Марковна
Ксения Марковна Погодина-Алексеева (1909 — ?) — советский учёный, специалист по термической обработке металлов. Профессор, доктор технических наук.
Родилась в феврале 1909 года.
До 1939 г. работала на Златоустовском инструментальном комбинате им. В. И. Ленина и заводе «Красный Профинтерн».
С 1941 года на научно-преподавательской работе в Бежицком механико-машиностроительном и Львовском политехническом институтах, с 1948 г. — во Всесоюзном заочном политехническом институте, зав. кафедрой металловедения и термической обработки. Профессор (1962).
Сочинения:
- Погодина-Алексеева, Ксения Марковна. Металловедение и термическая обработка [Текст] : [Учеб. пособие для механ. специальностей немашиностроит. вузов]. — Москва : Высш. школа, 1966. — 228 с. : ил.; 22 см.
- Погодина-Алексеева, Ксения Марковна. Термическое и деформационное старение углеродистых сталей [Текст]. — [Москва] : Профиздат, 1960. — 50 с.
- Погодина-Алексеева, Ксения Марковна. Влияние ультразвуковых колебаний на диффузионные процессы в твердых металлах и сплавах [Текст]. — Москва : [б. и.], 1962. — 36 с. : ил.; 21 см.
- Ультразвук в металлургии и машиностроении [Текст] / К. М. Погодина-Алексеева. — Москва : Знание, 1957. — 31 с.
- Термическое и деформационное старение углеродистых сталей / к. М. Погодина-Алексеева. — Профиздат, 1960. — 50 с.

Муж — Георгий Погодин-Алексеев (1907—1968), заслуженный деятель науки и техники РСФСР.